# Aeroportul Bristol
Aeroportul Bristol (IATA: BRS, ICAO: EGGD) este un aeroport din North Somerset, Somerset, South West England, Anglia, Regatul Unit ce deservește zona Bristol. Aeroportul a fost tranzitat în 2022 de 7.945.038 de pasageri. A fost deschis în 1930 și numit după zona deservită.
Situat la o altitudine de 190 m, aeroportul dispune de 1 pistă.

## Infrastructură

### Piste
Aeroportul dispune de o singură pistă. Pista 09/27 are suprafața de asfalt și dimensiunile 2.011 m × 45 m. 